# Pokal der Republik
Der Pokal der Republik (كأس الجمهورية ka's al-dschumhuriyya)  ist der seit 1959 ausgetragene nationale Fußballpokalwettbewerb in Syrien.
In der Ehrentafel der Pokalsieger führt al-Ittihad mit zehn Titeln. Dicht dahinter folgt der neunmalige Sieger al-Dschaisch.

## Bisherige Pokalsieger
| Verein               | Pokalsiege                                                       |
| -------------------- | ---------------------------------------------------------------- |
| al-Ittihad           | 10× – 1965, 1973, 1982, 1984, 1985, 1994, 2005, 2006, 2011, 2022 |
| al-Dschaisch         | 9× – 1967, 1986, 1997, 1998, 2000, 2002, 2004, 2014, 2018        |
| al-Karama            | 8× – 1983, 1987, 1995, 1996, 2007, 2008, 2009, 2010              |
| al-Wahda             | 8× – 1993, 2003, 2012, 2013, 2015, 2016, 2017, 2020              |
| al-Futowa            | 5× – 1988, 1989, 1990, 1991, 2024                                |
| al Shorta            | 4× – 1967, 1968, 1980, 1981                                      |
| Jableh Sporting Club | 2× – 1999, 2021                                                  |
| al-Madschd           | 2× – 1961, 1978                                                  |
| Ommal Rmelan SC      | 2× – 1962, 1969                                                  |
| al-Wathba SC         | 1× – 2019                                                        |
| Hutteen SC           | 1× – 2001                                                        |
| al-Hurriyya          | 1× – 1992                                                        |
| Ommal al-Maghazel    | 1× – 1970                                                        |
| al-Yarmouk SC        | 1× – 1964                                                        |
| Tischrin             | 1× – 2023                                                        |

1963, 1971, 1972, 1974, 1975, 1976, 1977 und 1979 wurde kein Pokalsieger ermittelt.